# Lista de primeiros-ministros do Cuaite
O primeiro-ministro do Estado do Cuaite é o segundo cargo mais importante do país, chefiando o Governo do Cuaite.
Jaber Al-Ahmad Al-Jaber Al-Sabah, o futuro emir do Cuaite, tornou-se o primeiro primeiro-ministro do Cuaite a 17 de janeiro de 1962. Ahmad Al-Abdullah Al-Sabah é o atual primeiro-ministro, desde 15 de abril de 2024.

## Primeiros-ministros do Kuwait (1962–presente)
| #  | Name (Nascimento–Morte)                                  | Imagem | Início de mandato      | Fim de mandato         |
| -- | -------------------------------------------------------- | ------ | ---------------------- | ---------------------- |
| 1  | Jaber Al-Ahmad Al-Jaber Al-Sabah (1926 – 2006)           |        | 17 de janeiro de 1962  | 2 de fevereiro de 1963 |
| 2  | Sabah III Al-Salim Al-Sabah (1913 – 1977)                |        | 2 de fevereiro de 1963 | 30 de novembro de 1965 |
| -  | Jaber Al-Ahmad Al-Jaber Al-Sabah (2.ª vez) (1926 – 2006) |        | 30 de novembro de 1965 | 8 de fevereiro de 1978 |
| 3  | Saad Al-Abdullah Al-Salim Al-Sabah (1930 – 2008)         |        | 8 de fevereiro de 1978 | 13 de julho de 2003    |
| 4  | Sabah Al-Ahmad Al-Jaber Al-Sabah (1929 – 2020)           |        | 13 de julho de 2003    | 30 de janeiro de 2006  |
| 5  | Nasser Mohammed Al-Ahmed Al-Sabah (1940 – )              |        | 30 de janeiro de 2006  | 4 de dezembro de 2011  |
| 6  | Jaber Al-Mubarak Al-Hamad Al-Sabah (1942 – 2024)         |        | 4 de dezembro de 2011  | 19 de novembro de 2019 |
| 7  | Sabah Al-Khalid Al-Sabah (1953 – )                       |        | 19 de novembro de 2019 | 24 de julho de 2022    |
| 9  | Ahmad Al-Nawaf Al-Ahmad Al-Sabah (1956 – )               |        | 24 de julho de 2022    | 4 de janeiro de 2024   |
| 10 | Mohammad Sabah Al-Salem Al-Sabah (1955 – )               |        | 4 de janeiro de 2024   | 15 de abril de 2024    |
| 11 | Ahmad Al-Abdullah Al-Sabah (1952 – )                     |        | 15 de abril de 2024    | presente               |